# Brachystoma mite
Brachystoma mite är en tvåvingeart som först beskrevs av Jones 1940.  Brachystoma mite ingår i släktet Brachystoma och familjen Brachystomatidae. Inga underarter finns listade i Catalogue of Life.